# Francisco Dantas (Rio Grande do Norte)
Francisco Dantas  este un oraș în Rio Grande do Norte (RN), Brazilia.